# Butezi
Butezi est une commune de la province de Ruyigi, au Burundi.